# Torre de Proaza

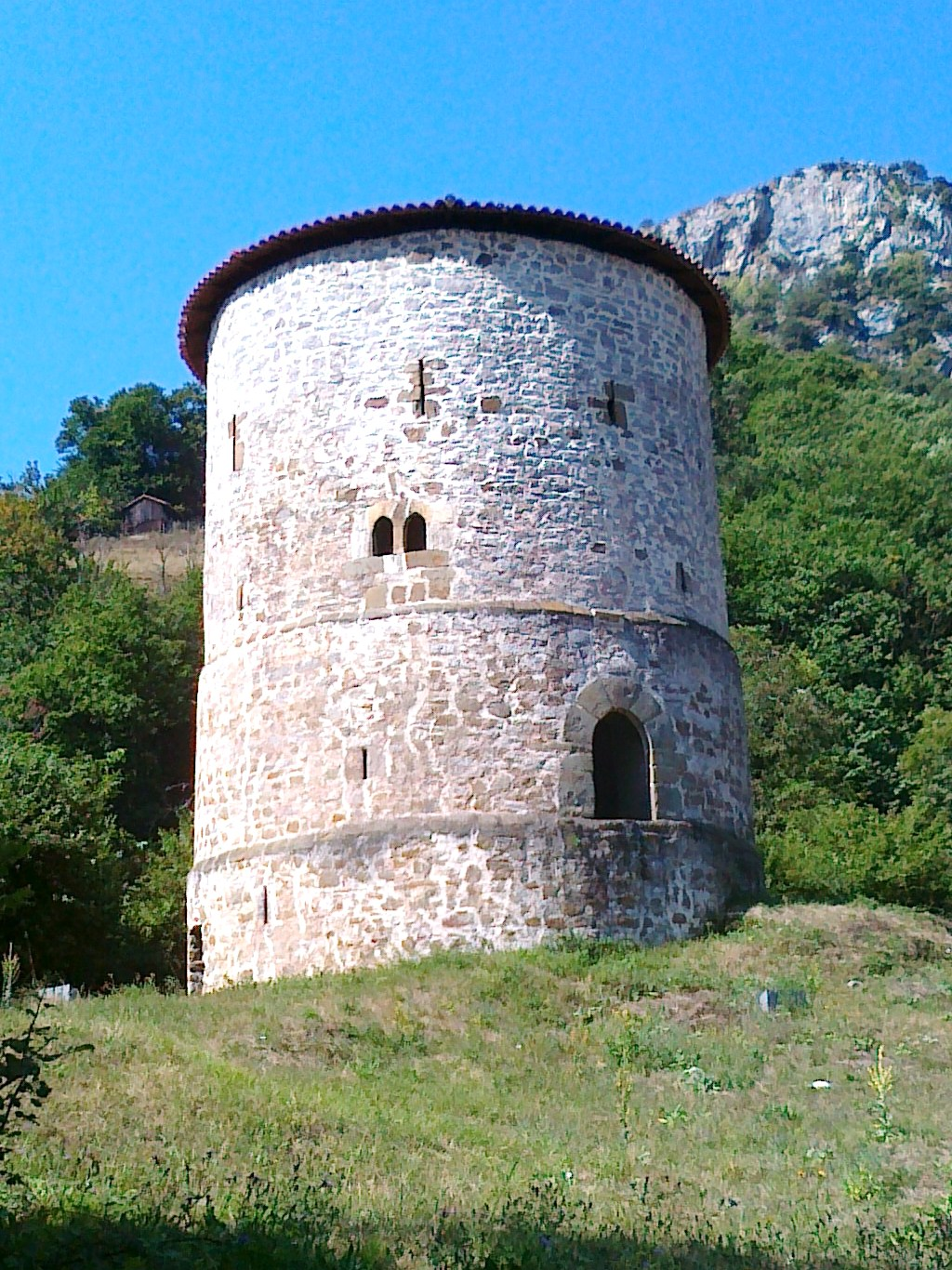
Vista de la Torre de los González Tuñón

La Torre de Proaza está situada en el concejo asturiano de Proaza.
La torre denominada Torre de Proaza, Torre del Campo, Torre de los González Tuñón, es una torre defensiva medieval cuya datación no está del todo clara si bien su construcción está comprendida entre los siglo XII y XV. 
La torre es cilíndrica con cuatro pisos de altura disminuyendo su diámetro según asciende. Fue declarada Bien de interés cultural el 15 de marzo de 1965 siendo publicado en el BOE el 22 de mayo de 1965.